# Copa del Caribe de 2005
La Copa del Caribe de 2005 fue la XIII versión de la Copa del Caribe. Su fase final se jugó en Barbados entre el 19 y 23 de febrero de 2005. La selección de Barbados clasifica directamente a la fase final por ser país anfitrión. Los tres primeros lugares de la fase final clasifican a la Copa de Oro de la CONCACAF 2005.
Tres equipos de la Unión Caribeña de Fútbol pertenecientes al grupo C se retiraron antes de comenzar el torneo:  República Dominicana,  Guyana y  Antillas Neerlandesas. Así, la selección de Cuba clasificó como primer lugar de su grupo.

## Primera Fase de Clasificación
Los 24 equipos se dividen en seis grupos de cuatro equipos cada uno (del A al F). Dentro de cada grupo cada equipo juega tres partidos, uno contra cada uno de los demás miembros del grupo. Según el resultado de cada partido se otorgan tres puntos al ganador y ninguno al perdedor, en caso de empate se otorga un punto a cada equipo. Pasan a la siguiente fase los dos equipos de cada grupo mejor clasificados.

#### Grupo A
Clasificatoria del Grupo A:  Saint-Martin w/o  Sint Maarten (Sint Maarten se retiró).
Se jugó en  Jamaica.
| Pos. | Equipo                                   | Pts. | PJ | G | E | P | GF | GC | Dif. | Clasificación |
| ---- | ---------------------------------------- | ---- | -- | - | - | - | -- | -- | ---- | ------------- |
| 1    | Jamaica (H, G)                           | 9    | 3  | 3 | 0 | 0 | 26 | 2  | +24  | Segunda ronda |
| 2    | Haití (G)                                | 6    | 3  | 2 | 0 | 1 | 14 | 3  | +11  | Segunda ronda |
| 3    | Saint-Martin (E)                         | 1    | 3  | 0 | 1 | 2 | 0  | 14 | −14  |               |
| 4    | Islas Vírgenes de los Estados Unidos (E) | 1    | 3  | 0 | 1 | 2 | 1  | 22 | −21  |               |

 Fuente: 
| 24 de noviembre de 2004 | Jamaica                                                                                            | 12–0 | Saint-Martin | Independence Park, Kingston |  |
|                         | Dean 2' 11' 30' · Hue 10' · Shelton 17' 39' 45' 52' · Stephenson 18' · Scarlett 20' 85' · West 54' |      |              |                             |  |

| 24 de noviembre de 2004 | Haití | 11–0 | Islas Vírgenes de los Estados Unidos | Independence Park, Kingston |  |
|                         | Mesidor 13' 30' 48' · Ulcena 15' 78' · Saint-Preux 33' · Chéry 40' 90+1' · Lormera 57' · Germain 64' · Thelamour 87' |      |                                      |                             |  |

| 26 de noviembre de 2004 | Jamaica | 11–1 | Islas Vírgenes de los Estados Unidos | Jarrett Park, Montego Bay |  |
|                         | Shelton 9' · Dean 23' 32' · Hue 36' 53' 56' · Stephenson 40' · Williams 50' · Davis 64' · Bennett 67' · Priestly 68' |      | Lauro 72'                            |                           |  |

| 26 de noviembre de 2004 | Haití                     | 2–0 | Saint-Martin | Jarrett Park, Montego Bay |  |
|                         | Bruny 25' · Thelamour 67' |     |              |                           |  |

| 28 de noviembre de 2004 | Jamaica                                 | 3–1 | Haití      | Independence Park, Kingston |  |
|                         | Stephenson 20' · Dean 22' · Shelton 32' |     | Ulcena 41' |                             |  |

| 28 de noviembre de 2004 | Islas Vírgenes de los Estados Unidos | 0–0 | Saint-Martin | Independence Park, Kingston  |  |
|                         |                                      |     |              | Asistencia: 100 espectadores |  |

#### Grupo B
La sede del grupo fue  Martinica.
| Pos. | Equipo               | Pts. | PJ | G | E | P | GF | GC | Dif. | Clasificación |
| ---- | -------------------- | ---- | -- | - | - | - | -- | -- | ---- | ------------- |
| 1    | Guayana Francesa (G) | 7    | 3  | 2 | 1 | 0 | 5  | 0  | +5   | Segunda ronda |
| 2    | Martinica (H, G)     | 5    | 3  | 1 | 2 | 0 | 5  | 1  | +4   | Segunda ronda |
| 3    | Guadalupe (E)        | 4    | 3  | 1 | 1 | 1 | 7  | 1  | +6   |               |
| 4    | Dominica (E)         | 0    | 3  | 0 | 0 | 3 | 1  | 16 | −15  |               |

 Fuente: 
| 10 de noviembre de 2004 | Dominica    | 1–5 | Martinica                                             | Estadio Pierre Aliker, Fort-de-France |  |
|                         | Peltier 39' |     | Bullet 28' 44' · Goron 43' · Percin 58' · Thalien 87' |                                       |  |

| 10 de noviembre de 2004 | Guadalupe | 0–1 | Guayana Francesa | Estadio Pierre Aliker, Fort-de-France |  |
|                         |           |     | Cosset 52'       |                                       |  |

| 12 de noviembre de 2004 | Dominica | 0–7 | Guadalupe                                                        | Estadio Alfred Marie-Jeanne, Rivière-Pilote |  |
|                         |          |     | Percin 13' 39' · Mocka 23' 26', 35' · Laurent 47' · Cassubie 76' |                                             |  |

| 12 de noviembre de 2004 | Martinica | 0–0 | Guayana Francesa | Estadio Alfred Marie-Jeanne, Rivière-Pilote |  |
|                         |           |     |                  | Asistencia: 5000 espectadores               |  |

| 14 de noviembre de 2004 | Dominica | 0–4 | Guayana Francesa                             | Estadio Pierre Aliker, Fort-de-France |  |
|                         |          |     | Boecasse 4' · Martinon 70' · Breleur 78' 85' |                                       |  |

| 14 de noviembre de 2004 | Guadalupe | 0–0 | Martinica | Estadio Pierre Aliker, Fort-de-France |  |
|                         |           |     |           | Asistencia: 5500 espectadores         |  |

#### Grupo C
Clasificatoria del Grupo C:  Bahamas w/o  Islas Turcas y Caicos (Islas Turcas y Caicos se retiró).
Bahamas clasificó pero luego se retiró; su lugar fue ocupado por  Guyana. Los participantes previstos del grupo eran:  Cuba,  Antillas Neerlandesas,  Guyana y  República Dominicana. Los partidos se iban a jugar en Cuba, pero a excepción del anfitrión, los demás abandonaron el torneo, por lo que Cuba ganó el grupo automáticamente y avanzó a la siguiente ronda sin jugar.
| Equipo                | Pts | PJ | PG | PE | PP | GF | GC | DIF |
| --------------------- | --- | -- | -- | -- | -- | -- | -- | --- |
| Cuba                  | 0   | 0  | 0  | 0  | 0  | 0  | 0  | +0  |
| República Dominicana  | 0   | 0  | 0  | 0  | 0  | 0  | 0  | +0  |
| Guyana                | 0   | 0  | 0  | 0  | 0  | 0  | 0  | +0  |
| Antillas Neerlandesas | 0   | 0  | 0  | 0  | 0  | 0  | 0  | -0  |

#### Grupo D
Clasificatoria del Grupo D:  Guyana y  Surinam. Los partidos estaban programados para el 5 y el 11 de septiembre, pero se cancelaron y ambos equipos avanzan. Se le pidió a Guyana que reemplazara a  Bahamas del Grupo C, que se había retirado, por lo que Surinam quedó en el Grupo D.
Todos los partidos se jugaron en  Trinidad y Tobago.
| Pos. | Equipo                   | Pts. | PJ | G | E | P | GF | GC | Dif. | Clasificación |
| ---- | ------------------------ | ---- | -- | - | - | - | -- | -- | ---- | ------------- |
| 1    | Trinidad y Tobago (H, G) | 9    | 3  | 3 | 0 | 0 | 8  | 0  | +8   | Segunda ronda |
| 2    | Granada (G)              | 4    | 3  | 1 | 1 | 1 | 7  | 6  | +1   | Segunda ronda |
| 3    | Surinam (E)              | 2    | 3  | 0 | 2 | 1 | 3  | 4  | −1   |               |
| 4    | Puerto Rico (E)          | 1    | 3  | 0 | 1 | 2 | 3  | 11 | −8   |               |

 Fuente: 
| 24 de noviembre de 2004 | Trinidad y Tobago                              | 5–0 | Puerto Rico | Estadio Marvin Lee, Macoya |  |
|                         | Glen 13' 43' 48' · King 81' (pen.) · Smith 89' |     |             |                            |  |

| 24 de noviembre de 2004 | Granada                  | 2–2 | Surinam                            | Estadio Marvin Lee, Macoya |  |
|                         | Charles 46' · Bishop 50' |     | Modeste 27' (a.g.) · Sandvliet 59' |                            |  |

| 26 de noviembre de 2004 | Trinidad y Tobago     | 2–0 | Granada | Estadio Manny Ramjohn, Marabella |  |
|                         | Pierre 22' · Gray 49' |     |         |                                  |  |

| 26 de noviembre de 2004 | Surinam       | 1–1 | Puerto Rico | Estadio Manny Ramjohn, Marabella |  |
|                         | Sandvliet 45' |     | Ortiz 79'   |                                  |  |

| 28 de noviembre de 2004 | Surinam | 0–1 | Trinidad y Tobago | Estadio Larry Gomes, Malabar |  |
|                         |         |     | Glen 65'          |                              |  |

| 28 de noviembre de 2004 | Granada                                                                  | 5–2 | Puerto Rico             | Estadio Larry Gomes, Malabar |  |
|                         | Vélez 1' (a.g.) · Charles 3' · Rennie 58' · Williams 68' · Langaigne 75' |     | García 85' · Nieves 86' |                              |  |

#### Grupo E
Clasificatoria del Grupo E:  Bermudas w/o  Aruba (Aruba se retiró).
Originalmente la sede del grupo iba a ser  Islas Caimán entre el 26 y 30 de octubre, pero debido a los daños causados por un huracán la sede fue trasladada a  San Vicente y las Granadinas y en otra fecha diferente a la originalmente pactada ya que fue trasladada a noviembre.
| Pos. | Equipo                              | Pts. | PJ | G | E | P | GF | GC | Dif. | Clasificación |
| ---- | ----------------------------------- | ---- | -- | - | - | - | -- | -- | ---- | ------------- |
| 1    | San Vicente y las Granadinas (H, G) | 5    | 3  | 1 | 2 | 0 | 8  | 4  | +4   | Segunda ronda |
| 2    | Islas Vírgenes Británicas (G)       | 4    | 3  | 1 | 1 | 1 | 3  | 2  | +1   | Segunda ronda |
| 3    | Bermudas (E)                        | 4    | 3  | 1 | 1 | 1 | 5  | 6  | −1   |               |
| 4    | Islas Caimán (E)                    | 3    | 3  | 1 | 0 | 2 | 2  | 6  | −4   |               |

 Fuente: 
| 24 de noviembre de 2004 | San Vicente y las Granadinas | 1–1 | Islas Vírgenes Británicas | Estadio Arnos Vale, Kingstown |  |
|                         | Forde 69'                    |     | Haynes 53'                |                               |  |

| 24 de noviembre de 2004 | Bermudas            | 2–1 | Islas Caimán | Estadio Arnos Vale, Kingstown |  |
|                         | Smith 4' · Hill 34' |     | Berry 48'    |                               |  |

| 26 de noviembre de 2004 | San Vicente y las Granadinas        | 3–3 | Bermudas                        | Estadio Arnos Vale, Kingstown |  |
|                         | Pierre 7' · Haynes 52' · Samuel 54' |     | Smith 45' · Lowe 79' · Ming 89' |                               |  |

| 26 de noviembre de 2004 | Islas Vírgenes Británicas | 0–1 | Islas Caimán  | Estadio Arnos Vale, Kingstown |  |
|                         |                           |     | Whittaker 49' |                               |  |

| 28 de noviembre de 2004 | Islas Caimán | 0-4 | San Vicente y las Granadinas                      | Estadio Arnos Vale, Kingstown |  |
|                         |              |     | Samuel 20' 51' · Forde 43' (pen.) · Gonsalves 80' |                               |  |

| 28 de noviembre de 2004 | Islas Vírgenes Británicas | 2–0 | Bermudas | Estadio Arnos Vale, Kingstown |  |
| | James 12' 24'             |     |          |                               |  |
| Bermudas protestó por la alineación de tres jugadores de Islas Vírgenes Británicas (Montgomery Butler, Avondale Williams y Venton James) aduciendo que eran jugadores de San Vicente y las Granadinas, pero la protesta fue rechazada. |                           |     |          |                               |  |

#### Grupo F
Clasificatoria del Grupo F:  Antigua y Barbuda w/o  Anguila (Anguila se retiró).
Tuvo como sede a  San Cristóbal y Nieves.
| Pos. | Equipo                        | Pts. | PJ | G | E | P | GF | GC | Dif. | Clasificación |
| ---- | ----------------------------- | ---- | -- | - | - | - | -- | -- | ---- | ------------- |
| 1    | San Cristóbal y Nieves (H, G) | 7    | 3  | 2 | 1 | 0 | 9  | 2  | +7   | Segunda ronda |
| 2    | Santa Lucía (G)               | 7    | 3  | 2 | 1 | 0 | 6  | 2  | +4   | Segunda ronda |
| 3    | Antigua y Barbuda (E)         | 3    | 3  | 1 | 0 | 2 | 6  | 8  | −2   |               |
| 4    | Montserrat (E)                | 0    | 3  | 0 | 0 | 3 | 5  | 14 | −9   |               |

 Fuente: 
| 31 de octubre de 2004 | Montserrat | 1–6 | San Cristóbal y Nieves                                      | Warner Park, Basseterre |  |
|                       | Adams 81'  |     | Francis 10' 45' 86' · Cannonier 36' · Isaac 57' · Hodge 83' |                         |  |

| 2 de noviembre de 2004 | Antigua y Barbuda                                                  | 5–4 | Montserrat                                       | Warner Park, Basseterre |  |
|                        | Hawson 30' (a.g.) · Frederick 53' · Gonsalves 67' 82' · Thomas 72' |     | Bramble 38' · Fox 41' · Mendes 50' · Farrell 61' |                         |  |

| 2 de noviembre de 2004 | San Cristóbal y Nieves | 1–1 | Santa Lucía | Warner Park, Basseterre |  |
|                        | Francis 14'            |     | Gilbert 67' |                         |  |

| 4 de noviembre de 2004    | Santa Lucía | 3–0 | Montserrat | Warner Park, Basseterre      |  |
|                           |             |     |            | Asistencia: 100 espectadores |  |
| Montserrat no se presentó |             |     |            |                              |  |

| 4 de noviembre de 2004 | San Cristóbal y Nieves   | 2–0 | Antigua y Barbuda | Warner Park, Basseterre |  |
|                        | Sargeant 34' · Isaac 45' |     |                   |                         |  |

| 6 de noviembre de 2004 | Santa Lucía            | 2–1 | Antigua y Barbuda | Warner Park, Basseterre |  |
|                        | Elva 22' · Gilbert 27' |     | Dublin 65'        |                         |  |

## Segunda Fase de Clasificación
La segunda fase fue de eliminación directa. Los partidos de ida se jugaron el 11 de diciembre de 2004; y los juegos de vuelta se jugaron entre el 14 y el 20 de diciembre del 2004. Los ganadores avanzan a la tercera fase. Los seis primeros lugares se enfrentan a los seis segundos lugares de la siguiente forma:

-Selección 1A vs. Selección 2F (1).
-Selección 1B vs. Selección 2C (2).
-Selección 1F vs. Selección 2A (3).
-Selección 1C vs. Selección 2B (4).
-Selección 1D vs. Selección 2E (5).
-Selección 1E vs. Selección 2D (6).
En el grupo C solo clasificó la selección de Cuba, por eso no existe segundo lugar de ese grupo (2C). Por lo tanto  Guayana Francesa (1B) clasificó directo a la tercera fase.
| 12 de diciembre de 2004 | Haití     | 1–0 | San Cristóbal y Nieves | Lockhart Stadium, Fort Lauderdale, Estados Unidos |  |
|                         | Cadet 62' |     |                        |                                                   |  |

| 15 de diciembre de 2004 | San Cristóbal y Nieves | 0–2 | Haití                    | Webster Park, Basseterre, San Cristóbal y Nieves |  |
|                         |                        |     | Cadet 17' · Dorcelus 70' |                                                  |  |

| 12 de diciembre de 2004 | Santa Lucía | 1–1 | Jamaica      | Estadio Nacional George Odlum, Vieux Fort, Santa Lucía |  |
|                         | Joseph 23'  |     | Priestly 44' |                                                        |  |

| 19 de diciembre de 2004 | Jamaica           | 2–1 | Santa Lucía | Independence Park, Kingston, Jamaica |  |
|                         | Dean 1' · Hue 67' |     | Elva 23'    |                                      |  |

| 12 de diciembre de 2004 | Islas Vírgenes Británicas | 0–4 | Trinidad y Tobago                        | AO Shirley Recreation Ground, Road Town, Islas Vírgenes Británicas |  |
|                         |                           |     | Pierre 7', 65' · Jemmott 69' · Spann 70' |                                                                    |  |

| 19 de diciembre de 2004 | Trinidad y Tobago    | 2–0 | Islas Vírgenes Británicas | Estadio Marvin Lee, Macoya, Trinidad y Tobago |  |
|                         | Pierre 22' · Eve 62' |     |                           |                                               |  |

| 12 de diciembre de 2004 | San Vicente y las Granadinas     | 3–1 | Granada    | Estadio Arnos Vale, Kingstown, San Vicente y las Granadinas |  |
|                         | Samuel 10' · Guy 22' · Velox 60' |     | Rennie 56' |                                                             |  |

| 19 de diciembre de 2004 | Granada | 0–1 | San Vicente y las Granadinas | Nacional, Saint George's, Grenada |  |
|                         |         |     | Francis 6'                   |                                   |  |

| 12 de diciembre de 2004 | Cuba                    | 2–0 | Martinica | Estadio Pedro Marrero, La Habana, Cuba |  |
|                         | Faife 30' · Galindo 87' |     |           |                                        |  |

| 21 de diciembre de 2004 | Martinica | 0–2 | Cuba                    | Stade Pierre-Aliker, Fort-de-France, Martinica |  |
|                         |           |     | Cervantes 9' · More 62' |                                                |  |

## Tercera Fase de Clasificación
La tercera fase fue también de eliminación directa. Los partidos de ida se jugaron entre el 8 y 9 de enero de 2005; y los juegos de vuelta se jugaron entre el 15 y el 16 de enero de 2005. Los tres ganadores avanzan a la fase final junto con  Barbados como anfitrión. Los partidos de clasificación a la fase final se jugaron de la siguiente forma:

-Selección 1 vs. Selección 2 (finalista 1).
-Selección 3 vs. Selección 4 (finalista 2).
-Selección 5 vs. Selección 6 (finalista 3).
| 8 de enero de 2005 | Jamaica                                                          | 5–0 | Guayana Francesa | Independence Park, Kingston, Jamaica |  |
|                    | Hue 13' · Stewart 57' · Shelton 62' · Scarlett 75' · Bennett 83' |     |                  |                                      |  |

| 15 de enero de 2005 | Guayana Francesa | 0–0 | Jamaica | Stade de Baduel, Cayena, Guayana Francesa |  |
|                     |                  |     | Hill    |                                           |  |

| 9 de enero de 2005 | Trinidad y Tobago                 | 3–1 | San Vicente y las Granadinas | Estadio Manny Ramjohn, Marabella, Trinidad y Tobago |  |
|                    | Glasgow 51' · Fitzpatrick 54' 62' |     | Haynes 24'                   |                                                     |  |

| 16 de enero de 2005 | San Vicente y las Granadinas | 1–0 | Trinidad y Tobago | Estadio Arnos Vale, Kingstown, San Vicente y las Granadinas |  |
|                     | Forde 65' (pen.)             |     |                   |                                                             |  |

| 9 de enero de 2005 | Haití | 0–1 | Cuba        | Estadio Sylvio Cator, Puerto Príncipe, Haití |  |
|                    |       |     | Galindo 51' |                                              |  |

| 16 de enero de 2005 | Cuba         | 1–1 (t. s.) | Haití     | Estadio Pedro Marrero, La Habana, Cuba |  |
|                     | Márquez 112' |             | Cadet 59' |                                        |  |

## Fase Final
Esta fase está conformada por los 3 finalistas y la selección de Barbados como anfitrión. Forman un cuadrangular disputando partidos en modalidad todos contra todos y las 3 selecciones mejor clasificadas van a la Copa de Oro de la Concacaf 2005.

### Quadrangular Final
| Pos. | Equipo            | Pts. | PJ | G | E | P | GF | GC | Dif. | Clasificación |
| ---- | ----------------- | ---- | -- | - | - | - | -- | -- | ---- | ------------- |
| 1    | Jamaica (C)       | 9    | 3  | 3 | 0 | 0 | 4  | 1  | +3   | Campeón       |
| 2    | Cuba              | 6    | 3  | 2 | 0 | 1 | 5  | 2  | +3   |               |
| 3    | Trinidad y Tobago | 3    | 3  | 1 | 0 | 2 | 5  | 6  | −1   |               |
| 4    | Barbados (H)      | 0    | 3  | 0 | 0 | 3 | 2  | 7  | −5   |               |

 Fuente: 
| 20 de febrero de 2005 | Jamaica                    | 2–1 | Trinidad y Tobago | Estadio Nacional de Barbados, Bridgetown, Barbados |  |
|                       | Shelton 13' · Williams 35' |     | Pierre 37'        |                                                    |  |

| 20 de febrero de 2005 | Barbados | 0–3 | Cuba                       | Estadio Nacional de Barbados, Bridgetown, Barbados |  |
|                       |          |     | More 24' 71' · Galindo 90' |                                                    |  |

| 22 de febrero de 2005 | Cuba         | 2–1 | Trinidad y Tobago | Estadio Nacional de Barbados, Bridgetown, Barbados |  |
|                       | More 23' 47' |     | Cornell Glen 13'  |                                                    |  |

| 22 de febrero de 2005 | Jamaica     | 1–0 | Barbados | Estadio Nacional de Barbados, Bridgetown, Barbados |  |
|                       | Williams 8' |     |          |                                                    |  |

| 24 de febrero de 2005 | Cuba | 0–1 | Jamaica     | Estadio Nacional de Barbados, Bridgetown, Barbados |  |
|                       |      |     | Shelton 48' |                                                    |  |

| 24 de febrero de 2005 | Trinidad y Tobago              | 3–2 | Barbados              | Estadio Nacional de Barbados, Bridgetown, Barbados |  |
|                       | Smith 11' · Glen 30' · Eve 84' |     | Forde 32' · Lucas 86' |                                                    |  |

| Bandera de Jamaica |
| Jamaica 3º título  |

## Clasificados a laCopa de Oro de la Concacaf 2005
|         |      | Bandera de Trinidad y Tobago |
| Jamaica | Cuba | Trinidad y Tobago            |
| ------- | ---- | ---------------------------- |